# Memorial (Menschenrechtsorganisation)
Die Internationale Gesellschaft für historische Aufklärung, Menschenrechte und soziale Fürsorge „Memorial“ (russisch Международное историко-просветительское, правозащитное и благотворительное общество «Мемориал» Meschdunarodnoje istoriko-proswetitelskoje, prawosaschtschitnoje i blagotworitelnoje obschtschestwo „Memorial“), kurz Memorial International, ist eine im Januar 1989 in der Sowjetunion gegründete und im Jahr 2022 in Russland behördlich aufgelöste Menschenrechtsorganisation.
Schwerpunkte von Memorial waren die historische Aufarbeitung politischer Gewaltherrschaft, das Eintreten für die Einhaltung der Menschenrechte und die soziale Fürsorge für die Überlebenden des sowjetischen Systems der Arbeitslager (Gulag).
Memorial war in Russland immer wieder repressiven Maßnahmen ausgesetzt. Im November 2021 beantragte die russische Staatsanwaltschaft, Memorial und ihre regional in Russland aktiven Einrichtungen aufzulösen. Das Oberste Gericht vollzog die Auflösung schließlich im Dezember 2021.
Unabhängige Einrichtungen von Memorial in anderen postsowjetischen Staaten und anderen Teilen Europas, auch in Deutschland, bestehen weiter.
Memorial wurde für ihr Engagement mit zahlreichen Auszeichnungen bedacht, darunter 2004 mit dem alternativen Nobelpreis (Right Livelihood Award) sowie 2022 mit dem Friedensnobelpreis.

## Geschichte

### Entstehung
Memorial entstand im Herbst 1987 zur Zeit der von Generalsekretär Michail Gorbatschow propagierten Politik von Glasnost und Perestroika als Bewegung zunächst in Moskau, dann auch in anderen Landesteilen. Sie entstand nicht auf Beschluss von oben, sondern als Form politisch-gesellschaftlicher Selbstorganisation von unten.
Im Januar 1989 konstituierte sich Memorial während einer Tagung des Moskauer Luftfahrtinstituts zunächst als wissenschaftlicher Verein, offiziell registriert wurde Memorial als Menschenrechtsorganisation jedoch erst 1991.
Während ihres Bestehens in Russland war sie dort die erste und älteste Menschenrechtsorganisation.
Ein anfängliches Ziel war die Errichtung eines Denkmals für die Opfer des Stalinismus in der Sowjetunion  und nach deren Zerfall in der GUS. Gründungsvorsitzender war Andrei Sacharow. Sie war die erste regierungsunabhängige Organisation auf dem Gebiet der früheren Sowjetunion. Das Denkmal wurde am 30. Oktober 1990 in Moskau vor der Lubjanka, der früheren KGB-Zentrale, eingeweiht.
Die Organisation setzte sich bald weitere Ziele. Die ehrenamtlichen Mitarbeiter besuchten GULag-Überlebende, schrieben ihre Lebensgeschichten auf und versuchten ihnen in der Öffentlichkeit eine Stimme zu verleihen. Anfang der 1990er Jahre entstanden in Russland rund 70 Memorial-Verbände. Inzwischen gibt es international über 80 Gruppen, darunter in der Ukraine, in Lettland, in Deutschland, Italien und Frankreich.

### Konflikte mit den russischen Behörden
Memorial steht seit 2012 unter dem Druck russischer Behörden (z. B. mit Durchsuchungen und Steuerverfahren) und wird seitdem als „ausländischer Agent“ eingestuft. Die Vereinigung wurde u. a. im März 2013 durchsucht. „In den letzten Jahren wurde unserem Versuch, der offiziellen Meinung ein Bild entgegenzusetzen, mit einer unglaublichen Hetze begegnet: Wir würden den Feinden Russlands das Wort reden“, sagt Irina Scherbakowa von Memorial.
Am 28. Januar 2015 wies das Verfassungsgericht Russlands eine Klage des russischen Justizministeriums ab. Das Justizministerium hatte ein Verbot der Organisation mit der Begründung erwirken wollen, dass die Organisationsstruktur nicht den gesetzlichen Vorschriften entspreche. Am 4. Oktober 2016 setzte das Justizministerium die Vereinigung auf die Liste für „ausländische Agenten“. Begründet wurde dies damit, dass Memorial vom Ausland finanziert sei und dass Vertreter von Memorial russische Gesetze kritisiert und von einer russischen „Aggression“ im Ukraine-Konflikt gesprochen haben. Beim ersten Arbeitsbesuch eines deutschen Bundespräsidenten in Moskau seit 2010 besuchte Frank-Walter Steinmeier im Jahr 2017 Memorial, würdigte dessen Arbeit und äußerte sich besorgt um das NGO-Gesetz.
Memorial untersucht auch Entführungs-, Folter- und Todesfälle in der russischen Autonomen Republik Tschetschenien unter der Regierung Ramsan Kadyrows. Eine Leiterin des dortigen Büros, Natalja Estemirowa, war 2009 entführt und ermordet worden. Ihr Nachfolger als Leiter der dortigen Niederlassung, Ojub Titijew wurde im Januar 2018 mithilfe konstruierter Vorwürfe verhaftet. Ihm wurden Drogen derart stümperhaft untergeschoben, dass die Polizei das Deponieren „seiner“ Drogen in seinem Auto wiederholen musste, um den untergeschobenen Drogen eine Geltung als gerichtlich verwertbares Beweismittel zu verschaffen. Auch seine Familie wurde drangsaliert. Am 17. Januar 2018 kündigte Kadyrow in einer Rede an, dass „Menschenrechtsverteidiger keinen Platz in der Republik Tschetschenien“ hätten und er „das Rückgrat der Feinde des Volkes brechen“ werde. Nach Ansicht von Kritikern strotzte der Prozess von Absurditäten.
Am 25. November 2021 begann in Moskau der Prozess zum Verbot des Dachverbands Memorial International. Die russische Staatsanwaltschaft beantragte, Memorial und ihre regional in Russland aktiven Einrichtungen aufzulösen. Die Mitbegründerin Irina Scherbakowa bezeichnete die Anklagepunkte als „absurd, lächerlich und rein politisch motiviert.“ Russische Beobachter und Aktivisten werten den Prozess als Zeichen, dass die Registrierung als „ausländische Agenten“ nur eine Vorstufe zur kompletten Ausschaltung regierungsunabhängiger, kritischer Organisationen (besonders Menschenrechtsorganisationen), Medien und Aktivisten der Zivilgesellschaft bilde.

### Auflösung in Russland
Am 28. Dezember 2021 fällte das Oberste Gericht Russlands ein Urteil, mit dem die in Moskau ansässige Dachorganisation Memorial International samt ihren regionalen Niederlassungen wie z. B. in Perm in Russland verboten wurde, die regionalen Mitgliedsorganisationen (St. Petersburg, Krasnojarsk, Jekaterinburg, Rjasan u. a.) ließ man hingegen zunächst unangetastet. Als Begründung wurde angeführt, dass Memorial International gegen das Gesetz über „Ausländische Agenten“ verstoße. Die Staatsanwaltschaft hatte Memorial unter anderem vorgeworfen, in ihren Publikationen nicht ausreichend deutlich gemacht zu haben, dass sie eine „vom Ausland mitfinanzierte Organisation“ sei. Memorial wies die Vorwürfe zurück und nannte das Gerichtsurteil eine „rein politische Entscheidung“. Formaljuristischer Hauptpunkt des Verbotsantrages der russischen Staatsanwaltschaft waren acht Fälle, in denen regionale Memorial-Ableger, zumeist „Memorial Inguschetien“ und „Memorial Dagestan“, in ihren Online-Auftritten auf Facebook, Twitter und VKontakte und einem weiteren Online-Auftritt versäumt hatten, ihrer Kennzeichnungspflicht als „ausländische Agentenorganisation“ nachzukommen. Dafür waren allerdings bereits zuvor hohe Geldstrafen verhängt worden, womit das Oberste Gericht gegen das juristische Prinzip des Verbots der Doppelbestrafung verstieß. Zudem hätte Memorial seine jährlichen Tätigkeitsberichte zwar an das Justizministerium gesandt, aber nicht auf dessen Online-Informationsportal selbst gestellt und hochgeladen; nach einem von der Staatsanwaltschaft in Auftrag gegebenen psycholinguistischen Gutachten könnten zudem einzelne Memorial-Mitarbeiter möglicherweise und potenziell Mitarbeiter „extremistischer Organisationen“ (darunter der Zeugen Jehovas) sein. Schließlich wurde die Website „Unterstützung für politische Gefangene“, auf der Repressionsfälle und Gerichtsakten zu Opfern politischer Unterdrückung veröffentlicht werden, sowie die Beschreibungen der früheren Tätigkeit der politischen Gefangenen von der Staatsanwaltschaft als Extremismus-Legitimation hingestellt. Das Oberste Gericht der Russischen Föderation kam diesen Anklagepunkten als ausreichend nach und verfügte die Auflösung aller Memorial-Organisationen in Russland.
International stieß das Urteil auf scharfe Kritik und löste Bestürzung aus. Amnesty International Deutschland, das Zentrum Liberale Moderne, die Bundesstiftung zur Aufarbeitung der SED-Diktatur, die Heinrich-Böll-Stiftung und das deutsche PEN-Zentrum veröffentlichten eine gemeinsame Erklärung, in der Memorial als das „moralische Rückgrat der russischen Zivilgesellschaft“ und als eine Organisation, die „Versöhnung innerhalb der eigenen Gesellschaft und mit seinen Nachbarn sucht“, bezeichnet wurde. Mit dem Verbot unterbinde der russische Staat „die Auseinandersetzung mit der eigenen Unrechtsgeschichte“.
Einen Antrag, unter Berufung auf ein Urteil des Europäischen Gerichtshofs für Menschenrechte die Auflösung der Organisation aufzuschieben, wies das Oberste Gericht im März 2022 ebenfalls ab. Das Urteil des EGMR sei auf diesen Fall nicht anzuwenden, sondern üblicherweise in Situationen, wo es um die Bedrohung von Leben und Gesundheit gehe. Memorial setzt ihre Aktivitäten nach eigenen Angaben fort, da sie teilweise keine formelle Organisation sind. Trotz Verbot und Auflösung betrieb Memorial den Hauptsitz in Moskau weiter. Am 7. Oktober 2022, Stunden nachdem Memorial zum Friedensnobelpreisträger erklärt wurde, ordnete ein russisches Gericht an, dass die Moskauer Büros, in der die Zentrale von Memorial sitzt, in „öffentliches Eigentum“ umgewandelt wurden.
Am Tag der Zuerkennung des Friedensnobelpreises im Oktober 2022 ordnete ein Moskauer Gericht die Beschlagnahmung von Memorial-Büros an. In seiner Dankrede nach der Verleihung des Nobelpreises am 11. Dezember 2022 in Oslo erklärte der Memorial-Vorsitzende Jan Raczynski, dass die russischen Behörden Druck auf die Organisation ausgeübt hätten, die Auszeichnung abzulehnen. Als Begründung sei angeführt worden, die beiden Co-Preisträger seien „nicht passend“.

## Schwerpunkte

### Historische Aufarbeitung
In eigenen Bibliotheken und Archiven sammelt Memorial Dokumente aus den Arbeitslagern der Sowjetunion. Dazu gehören: Opferkarteien, Häftlingserinnerungen, Prozessunterlagen, Bilder und Samisdat-Veröffentlichungen. Den Bibliotheken sind wissenschaftliche Informationszentren angegliedert, in denen das Repressionssystem erforscht wird. Die Ergebnisse werden in einem verbandseigenen Verlag veröffentlicht.
Die Organisation bemüht sich, an den Stellen früherer Lager und Massengräber Gedenksteine oder -tafeln zu errichten. Einmal im Jahr richtet Memorial eine Expedition zu den im Norden Russlands gelegenen Solowezki-Inseln aus, auf denen bereits 1920 das erste Straflager für politische Gefangene gebaut wurde.

### Menschenrechte

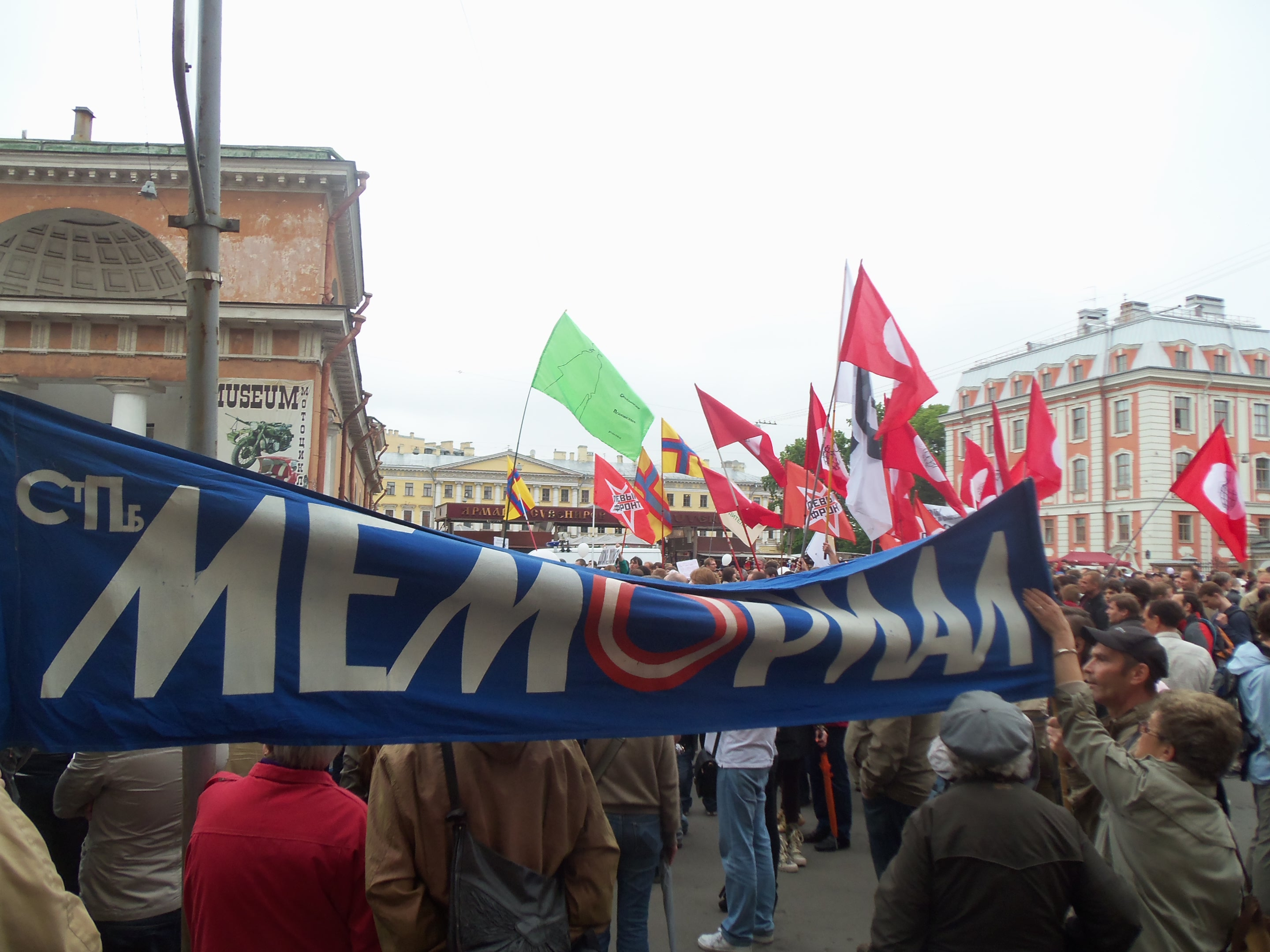
Meeting auf dem Konjuschennaja-Platz in St. Petersburg im Juni 2012

Im Moskauer Menschenrechtszentrum von Memorial werden Informationen zur Menschenrechtslage in Russland aufbereitet und Initiativen für Konfliktlösungen vorbereitet. Es gibt Programme gegen ethnische Diskriminierungen, den Schutz von Flüchtlingen und zur Entsendung von Beobachtern in Kriegsgebiete. Die Organisation veröffentlicht ihre Analysen in Broschüren, in einer eigenen Radiosendung sowie im Internet.
Nachdem im Juli 2009 die Memorial-Mitarbeiterin Natalja Estemirowa in Grosny entführt und ermordet worden war, stellte die Organisation ihre Arbeit in Tschetschenien vorübergehend ein.
Eine Memorial-Jugendgruppe setzt sich gegen den Rechtsextremismus in Russland ein. Sie beschäftigt sich mit der Geschichte des europäischen Faschismus, organisiert Demonstrationen und Pressearbeit, veröffentlicht die Zeitschrift Tumbalalajka. Wegen ihrer Beschäftigung mit dem Rechtsextremismus wurde die Sankt Petersburger Memorial-Gruppe seit 2003 verschiedentlich Opfer von Überfällen. 2004 wurde das Memorial-Mitglied Nikolai Girenko erschossen, nachdem er als Gutachter in Neonazi-Prozessen aufgetreten war.
Im Jahr 2013 veröffentlichte die Organisation erstmals ihre Liste der politischen Gefangenen in der Russischen Föderation. Mit der Sichtweise, dass es politische Gefangene im heutigen Russland gebe, steht sie nicht allein; im Frühjahr 2018 wurden allein die Fälle von 64 Ukrainern als politisch bezeichnet.
Mit Gefangen in Russland entstand eine deutschsprachige Informationsplattform über politische Gefangene in Russland. Das Projekt entstand aus einer Kooperation von Memorial mit der deutschen Gesellschaft für Osteuropakunde und der Ev. Kirche in Deutschland.

### Soziale Hilfen
Überlebende des GULag-Systems leben im Alter oft in großer Armut. Die Jahre während der Haft in einem Zwangsarbeitslager werden ihnen nicht auf die Rente angerechnet. Die ehemaligen Häftlinge können wegen des mit der Lagerhaft verbundenen sozialen Stigmas nur gering qualifizierte und schlecht bezahlte Arbeiten ausüben. Memorial unterstützte diese Personengruppe deshalb in Härtefällen.
Gesunde Mitglieder kümmerten sich um pflegebedürftige frühere Lagerinsassen. Eine eigene Apotheke in Sankt Petersburg versuchte, ihnen die nötigen Medikamente zur Verfügung zu stellen. Es gab Finanzhilfen für Reparaturen und zur Grundversorgung, wenn ein Überleben anders nicht möglich war. Für mittellos verstorbene frühere Häftlinge trug die Organisation teilweise die Beerdigungskosten.

### Letzte Adresse
Die Bürgeraktion Letzte Adresse greift beim Erstellen von Gedenktafeln für Opfer des Stalinismus auf die Archive von Memorial zurück. Das Projekt lehnt sich an die Idee der Stolpersteine an.

## Strukturen

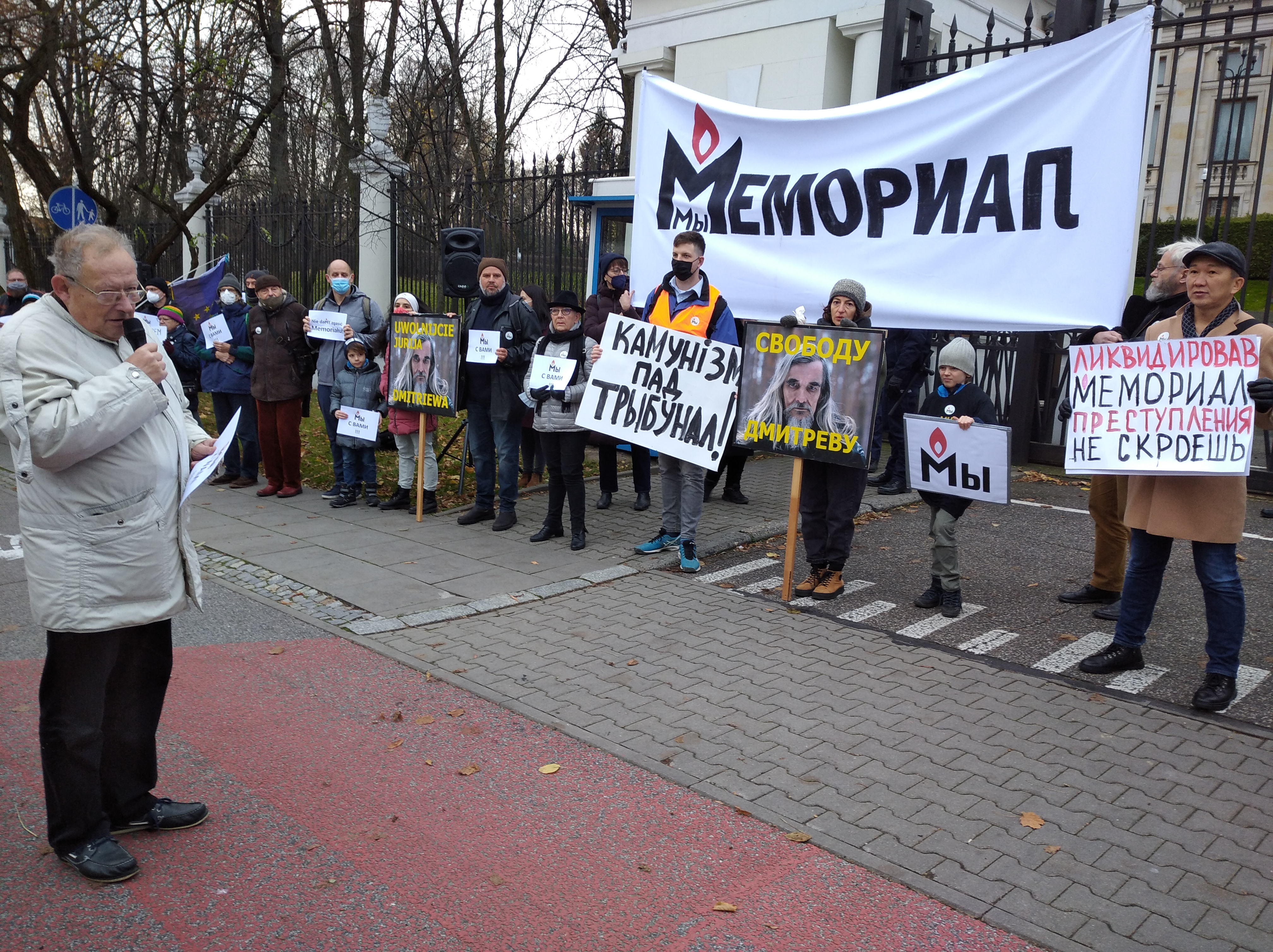
Protestveranstaltung mit Adam Michnik in Warschau im November 2021 wegen Gerichtsverfahren zur Auflösung in Russland

Der Vereinigung ist dezentral organisiert. Neben Memorial International existieren rechtlich eigenständige regionale Memorial-Organisationen in vielen Städten Russlands. Außerdem gibt es ein selbstständiges Rechtszentrum Memorial (Правозащитный центр) und ein Forschungs- und Informationszentrum »Memorial«.  Dazu kommen Gruppen in der Ukraine, Kasachstan, Lettland, Polen, Deutschland, Italien, Frankreich und seit 2016 in Tschechien.
Memorial Deutschland bezeichnet sich als Mitglied des internationalen Memorial-Netzwerkes (Moskau) und ist ein eingetragener Verein mit Sitz in Berlin. Der deutsche Memorial-Verein wurde 1993 in Berlin zunächst als Förderverein für Memorial St. Petersburg gegründet und in den internationalen Memorial-Verband aufgenommen. 2001 wurde der Verein auf Grund seines erweiterten Aufgabenspektrums in Memorial Deutschland umbenannt. Im Jahr 2008 wurde auch in München eine Memorial-Gruppe gegründet.
Memorial wurde vor 2012 von der US-amerikanischen Behörde United States Agency for International Development (USAID) gefördert, die 2012 ihr Büro in Moskau schließen musste.

## Bekannte Mitglieder
- Natalja Estemirowa (1958–2009), russische Historikerin, Journalistin und Menschenrechtsaktivistin (Tschetschenien)
- Swetlana Gannuschkina (* 1942), russische Mathematikerin und Menschenrechtlerin
- Sergei Kowaljow (1930–2021), russischer Biologe, Dissident und Politiker
- Lida Jusupowa (* 1961), russische Anwältin und Menschenrechtlerin (Tschetschenien)
- Elisa Mussajewa, tschetschenische Psychologin (Inguschetien)
- Oleg Orlow (* 1953), russischer Biologe
- Lew Ponomarjow (* 1941), russischer Politiker
- Juri Dmitrijew (* 1956), russischer Historiker und Menschenrechtler
- Ojub Titijew (* 1957), russischer Menschenrechtler (Tschetschenien)
- Ljudmila Michailowna Alexejewa (1927–2018), russische Historikerin und Menschenrechtsaktivistin und sowjetische Dissidentin.
- Arseni Roginski (1946–2017), Historiker, Gründungsmitglied und ehemaliger Vorstandsvorsitzender von Memorial International
- Irina Flige (* 1960), sowjetische bzw. russische Menschenrechtsaktivistin und Direktorin der St. Petersburger Geschäftsstelle

## Auszeichnungen
- 2001: Erich-Maria-Remarque-Friedenspreis der Stadt Osnabrück
- 2002: Lew-Kopelew-Preis
- 2004: Right Livelihood Award (Alternativer Nobelpreis) für ihren Einsatz zur geschichtlichen Aufarbeitung und Respektierung der Menschenrechte[43]
- 2004: Nansen-Flüchtlingspreis des UN-Hochkommissars für Flüchtlingsfragen
- 2005: Max-van-der-Stoel-Preis des niederländischen Außenministeriums[44]
- 2008: Hermann-Kesten-Preis des deutschen PEN-Zentrums
- 2008: Preis der polnischen Katyń-Stiftung[45]
- 2009: Sacharow-Preis für geistige Freiheit des Europäischen Parlaments. Der Preis gehe stellvertretend an alle Menschenrechtsaktivisten in Russland, so Laudator Jerzy Buzek[46][47]
- 2009: Victor-Gollancz-Preis der Gesellschaft für bedrohte Völker
- 2010: „Für Verdienste beim Schutz der Menschenrechte“ des polnischen Beauftragten für Bürgerrechte[48][49]
- 2012: „Bewahrer des nationalen Gedächtnisses“ des polnischen Instituts für Nationales Gedenken[50]
- 2022: Theodor-Heuss-Preis der Theodor-Heuss-Stiftung[51]
- 2022: Karl-Wilhelm-Fricke-Preis[52]
- 2022: Sonderpreis des Bundesverbandes Deutscher Stiftungen für besonderen Einsatz für die Zivilgesellschaft[53]
- 2022: Friedensnobelpreis

## Dokumentarfilm
- Im Fadenkreuz der Machthaber: Angriff auf die Zivilgesellschaft. Arte.tv, 5. März 2022.